# Stanisław Sarnowski

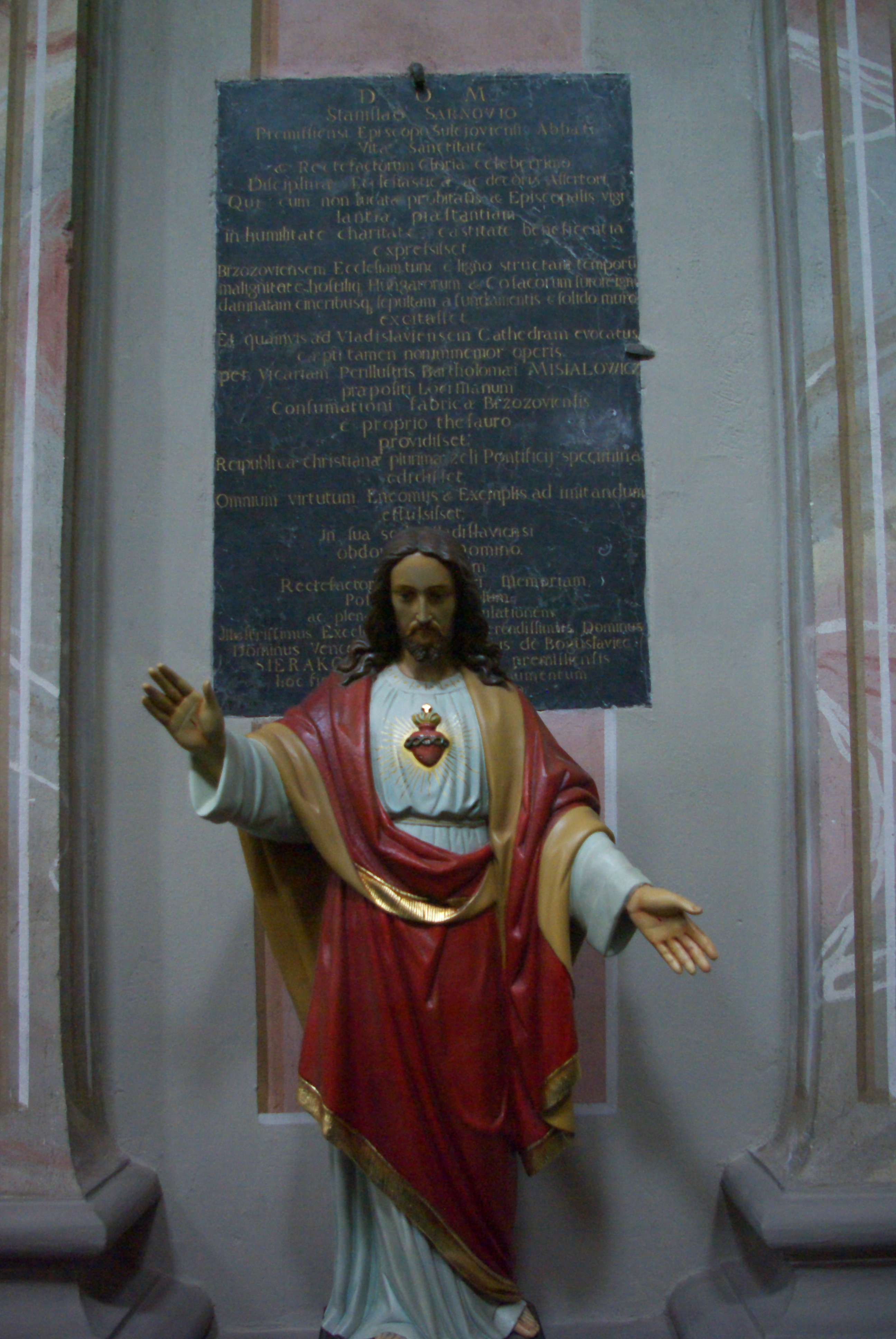
Epitafium w Brzozowie

Stanisław Sarnowski herbu Jastrzębiec (zm. 1680 we Włocławku) – polski duchowny rzymskokatolicki, opat sulejowski (1653–1676), biskup diecezjalny przemyski (1658–1677), biskup kujawsko-pomorski, włocławski (1677–1680), kanonik krakowski, referendarz wielki koronny.

## Życiorys
Studiował w Polsce na Akademii Krakowskiej i za granicą. Mianowany na biskupa w 1658.
Po zniszczeniu miasta Brzozowa, przez oddział siedmiogrodzki w 1657 przy udziale mieszczan wzniósł murowany kościół. W Przeworsku założył w 1659  bractwo Grobu Bożego.
Udzielał też święceń kapłańskich. M.in. w Brzozowie przyjął je św. Stanisław Papczyński (1631–1701) założyciel marianów. 
W 1667 roku był członkiem Trybunału Skarbowego Koronnego.
W 1668 bp przemyski Stanisław Sarnowski wysłał do Borku komisję celem  zbadania niezwykłości obrazu, który orzeczeniem  jej  został uznany za cudowny. 
W 1664 przyjechał do Sambora, gdzie  został  uroczyście  przyjęty  i konsekrował kościół parafialny, odrestaurowany po pożarze. Na sejmie abdykacyjnym 16 września 1668 roku podpisał akt potwierdzający abdykację Jana II Kazimierza Wazy. Był członkiem konfederacji generalnej zawiązanej 5 listopada 1668 roku na sejmie konwokacyjnym. Był elektorem Michała Korybuta Wiśniowieckiego w 1669 z ziemi przemyskiej, podpisał jego pacta conventa. 
20 czerwca 1676 biskup Stanisław Sarnowski wydał zbiór nowych przywilejów dla mieszczan Brzozowa. W 1677 został przeniesiony do Włocławka. 
19 maja 1677 biskup  Stanisław Sarnowski, jako nominat kujawski, wydał dla miasta Brzozowa przywilej,   Dokument Stanisława Sarnowskiego potwierdzał posiadanie przez miasto Brzozów siedmiu zagrodników ze Starej Wsi i był kontynuacją wcześniejszego dekretu z 1626 biskupa  Achacego Grochowskiego.
Epitafium Stanisława Sarnowskiego, ufundowane przez bp. Wacława Hieronima Sierakowskiego, zostało ustanowione w kościele Przemienienia Pańskiego w Brzozowie w 1759.
Pochowany w katedrze Wniebowzięcia NMP we Włocławku.